# Phillips Collection
La Colección Phillips es un museo de arte en Washington D. C. que fue fundado por Duncan Phillips en 1921 con su colección privada. Le dio el nombre de Galería Memorial Phillips. Se encuentra en el barrio de Dupont Circle.
Phillips era el nieto de James Laughlin, un banquero y cofundador de la compañía de acero Jones & Laughlin. Su actividad en el mundo del arte no se limitó a coleccionar obras de artistas ya fallecidos, sino que también presentó en Estados Unidos a varios artistas vanguardistas europeos y apoyó a varios pintores abstractos estadounidenses, cuando todavía no eran expuestos en los museos. Especialmente célebre es una sala dedicada en exclusiva a grandes lienzos de Mark Rothko.
En abril de 2006 se abrió una ampliación del museo, llamada Sant Building, que es subterránea y aporta 2800 metros cuadrados.
Entre los artistas representados en la colección (el repertorio expuesto alcanza 3.000 obras) está Pierre-Auguste Renoir con su célebre obra maestra Almuerzo de remeros, uno de los iconos del Impresionismo. Hay además trabajos de Pierre Bonnard (17 pinturas), Vincent van Gogh, Honoré Daumier, Gustave Courbet, Cézanne (Autorretrato), Georges Braque (13 pinturas), Paul Klee, Pablo Picasso (La habitación azul), Modigliani, etc. El magnate Phillips fue el primer mecenas del país que introdujo a varios de estos artistas en el circuito museístico. 
La colección es también rica en artistas de Estados Unidos, como Winslow Homer, Thomas Eakins, Maurice Prendergast, James McNeill Whistler, Georgia O'Keeffe, Milton Avery, etc. y cuenta con ejemplos de autores anteriores, como El Greco (San Pedro penitente), Francisco de Goya, Ingres, Delacroix, Corot, etc.